# 코시 후베르트
코시 후베르트(헝가리어: Kós Hubert, 2003년 3월 28일~)는 헝가리의 수영 선수이다. 2024년 하계 올림픽에서 남자 배영 200m 종목 금메달을 획득했으며 2023년 세계 수영 선수권 대회에서 남자 배영 200m 종목에서 우승했다.